# Somchai Singmanee
Somchai Singmanee (tiếng Thái: สมชาย สิงห์มณี, sinh ngày 20 tháng 1 năm 1986) là một cầu thủ bóng đá từ Thái Lan.